# 長野県道394号川口大町線
長野県道394号川口大町線（ながのけんどう394ごう かわぐちおおまちせん）は、長野県長野市から同県大町市に至る一般県道である。

## 概要

### 路線データ
- 起点 : 長野県長野市大岡甲字川口（川口交差点、国道19号・長野県道395号川口田野口篠ノ井線交点）
- 終点 : 長野県大町市大町（長野県道31号長野大町線交点）

## 路線状況

### 道路施設

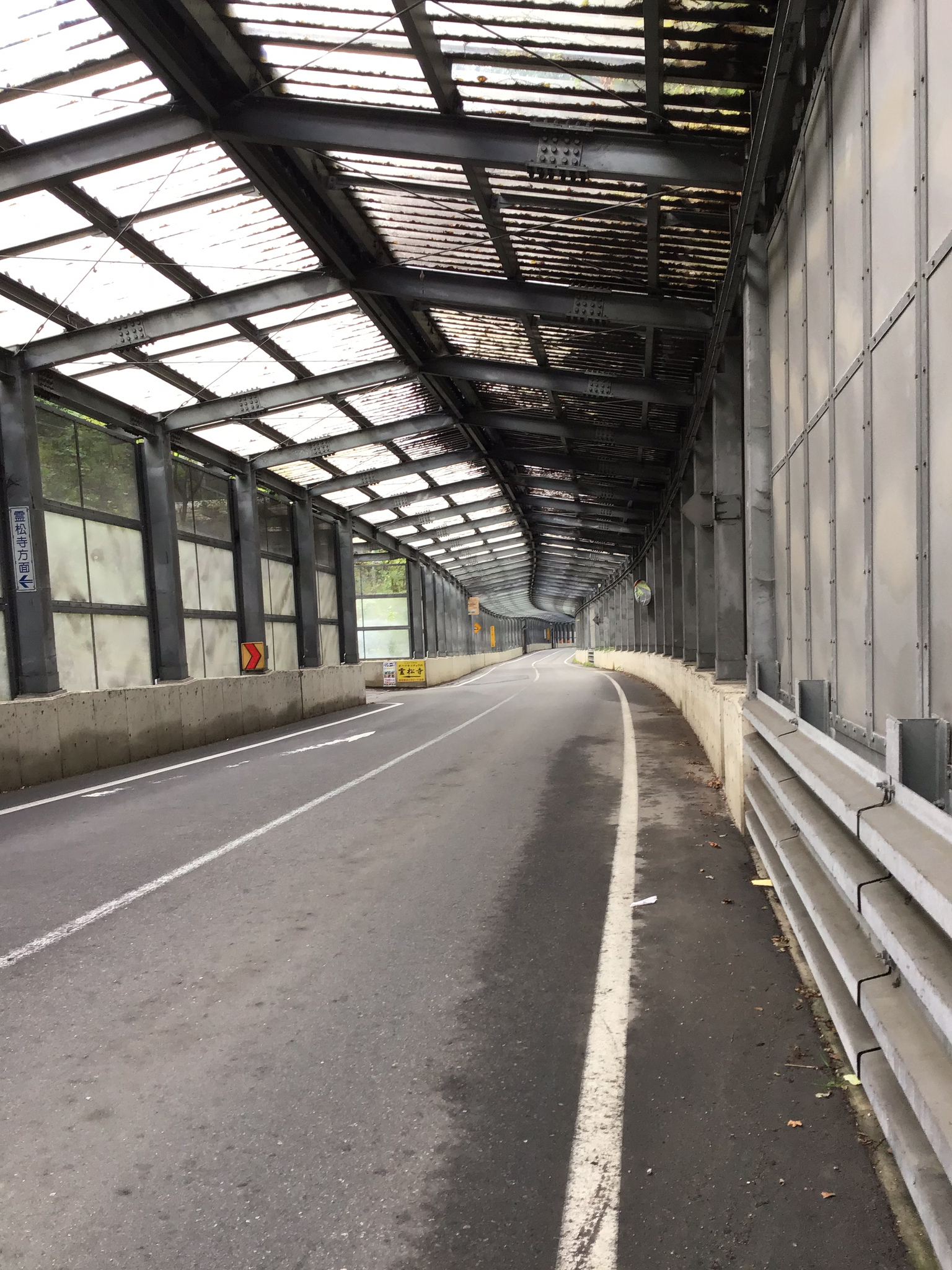
スノーシェルター内

蝮坂スノーシェルター
蝮坂スノーシェルター（まむしさかスノーシェルター）は、長野県大町市大町三日町に建設された延長1,071.7mのスノーシェルターである。スノーシェルター内は11%〜12%ほどの急勾配である。

## 地理

### 通過する自治体
- 長野県
  - 長野市 - 大町市

### 交差する道路
- 国道19号・長野県道395号川口田野口篠ノ井線 - 長野市大岡甲字川口（川口交差点、起点）
- 長野県道393号小島信濃木崎停車場線 - 長野市信州新町日原西字小島
- 長野県道497号美麻八坂線 - 大町市大字美麻字小沢
- 長野県道31号長野大町線 - 大町市大町（終点）